# Projektive Auflösung
Im mathematischen Gebiet der Kategorientheorie und der homologischen Algebra ist eine projektive Auflösung eine lange exakte Sequenz aus projektiven Objekten, die in einem gegebenen Objekt endet.

## Definition
Es seien {\displaystyle C} eine abelsche Kategorie (oder auch die Kategorie Grp der Gruppen) und {\displaystyle A} ein Objekt aus {\displaystyle C}.
Dann heißt eine lange exakte Sequenz der Form
{\displaystyle \cdots \rightarrow P_{2}\rightarrow P_{1}\rightarrow P_{0}\rightarrow A\rightarrow 0}
projektive Auflösung von {\displaystyle A}, wenn sämtliche {\displaystyle P_{i}} projektiv sind.
Sind alle {\displaystyle P_{j}} sogar frei, so spricht man von einer freien Auflösung.

## Existenz
Ist in der abelschen Kategorie {\displaystyle C} jedes Objekt Quotient eines projektiven Objektes, 
d. h. gibt es zu jedem Objekt {\displaystyle X\in \operatorname {Ob} (C)} einen Epimorphismus {\displaystyle P\rightarrow X}, in dem {\displaystyle P} projektiv ist, so sagt man auch, {\displaystyle C} besitze genügend viele projektive Objekte.
Unter diesen Bedingungen gibt es auch zu jedem Objekt {\displaystyle A} eine projektive Auflösung.
Zunächst existiert nämlich nach Voraussetzung ein Epimorphismus {\displaystyle p_{0}\colon P_{0}\rightarrow A}, 
dann weiter ein Epimorphismus {\displaystyle p_{1}\colon P_{1}\rightarrow \operatorname {ker} (p_{0})} auf den Kern dieses Morphismus
und dann per Induktion jeweils weiter {\displaystyle p_{n+1}\colon P_{n+1}\rightarrow \operatorname {ker} (p_{n})}.
Die wichtigste Kategorie mit genügend vielen projektiven Objekten ist die Kategorie {\displaystyle \mathrm {Mod} _{R}} der (Links-)Moduln über einem Ring {\displaystyle R}. Ist {\displaystyle A} ein solcher Modul und ist {\displaystyle (a_{i})_{i\in I}} ein Erzeugendensystem, so hat man einen surjektiven Homomorphismus {\displaystyle R^{I}\rightarrow A}, indem man das {\displaystyle i}-te Basiselement des freien Moduls {\displaystyle R^{I}} auf {\displaystyle a_{i}} abbildet. 
Da freie Moduln projektiv sind, ist {\displaystyle A} Quotient eines projektiven Moduls und damit hat {\displaystyle \mathrm {Mod} _{R}} genügend viele projektive Objekte.

## Eigenschaften
Ist 
{\displaystyle \cdots \rightarrow P_{2}\rightarrow P_{1}\rightarrow P_{0}\rightarrow A\rightarrow 0}
eine projektive Auflösung und 
{\displaystyle \cdots \rightarrow A'_{2}\rightarrow A'_{1}\rightarrow A'_{0}\rightarrow A'\rightarrow 0}
exakt, so lässt sich jeder {\displaystyle C}-Homomorphismus {\displaystyle f\colon A\rightarrow A'} 
(nicht notwendigerweise eindeutig) zu einem kommutativen Diagramm
{\displaystyle {\begin{matrix}\cdots \rightarrow &P_{2}&\rightarrow &P_{1}&\rightarrow &P_{0}&\rightarrow &A&\rightarrow 0\\\cdots &\downarrow &&\downarrow &&\downarrow &&\downarrow \\\cdots \rightarrow &A'_{2}&\rightarrow &A'_{1}&\rightarrow &A'_{0}&\rightarrow &A'&\rightarrow 0\end{matrix}}}
ergänzen.